# Олексіївка (Гомельський район)
Олексіївка (трансліт.: Aliaksiejeŭka; біл. Аляксееўка; рос. Алексеевка) — село в Гомельському районі Гомельської області Білорусі. Входить до складу Урицької сільської ради.
До 26 вересня 2006 року селище входило до складу Старобелицької сільської ради.

## Населення

### Чисельність
- 2004 — 26 господарств, 66 жителів.